# Macken
För andra betydelser, se Macken (olika betydelser).
Macken är en svensk TV-serie från 1986 av Claes Eriksson med Galenskaparna och After Shave, i regi av Claes Eriksson och PA Norell.
TV-serien består av sketcher och musikalinslag, producerade av Galenskaparna och After Shave. Macken ägs av Roy (Anders Eriksson) och Roger (Jan Rippe). Återkommande figurer var en försynt beige man (Claes Eriksson) som i varje avsnitt kom till macken i sin blåa Volvo 240 men aldrig vågade framföra sitt ärende samt en påstridig herre (Peter Rangmar) som letade efter sin vita Opel, som man lyckats slarva bort. Varje avsnitt avslutades med Roys replik: "Hej då, macken! Vi ses i môrr'n". Signaturmelodin framfördes i varje avsnitt av olika, välkända sångartister.
TV-serien blev en stor succé; tittarantalet på det sista avsnittet uppmättes till drygt 3,6 miljoner, och signaturmelodin samt flera andra sånger från serien blev populära låtar. År 2016 gjordes en scenversion av serien.

## Handling
Roy och Roger arbetar på en mack som heter Roys och Rogers bilservice. Dit kommer olika kunder, bland andra en påstridig herre, letande efter sin vita Opel som reparatörerna lyckats slarva bort. Det smyger även omkring en försiktig, blyg och tyst man i beige kläder. Annars är det mesta sig likt. Macken ligger kvar där den alltid har legat. Men vad kommer att hända med den när kommunen beslutar att riva den för att ge plats åt en ny motorväg?

### Avsnitt
- Avsnitt ett:

Roy och Rogers mack presenteras. En försiktig beige man och en ilsken Opel-ägare dyker upp för första gången. Dock lugnar Opel-ägaren ner sig när en man med en frottéfilt tröstar honom. Några män från Vägverket vill riva macken.
- Avsnitt två:

Roy har kärleksproblem. Den beige mannen fortsätter att smyga omkring, medan Opel-ägaren hotar med polis. Roy får besök av en försäljare och sin gamle vän Turbo och hans son.
- Avsnitt tre:

Opelkunden är på kurs i Västerås. Roger funderar, han vill bli en stor artist men Roy krossar hans artistdrömmar.
- Avsnitt fyra:

Roys gamle vän Milton kommer på besök och predikar om husvagnar. Ett par män vill sjunga för Roy och Roger. Radiostationen kommer och intervjuar Roy om vägen, och Roy önskar en låt.
- Avsnitt fem:

Roys och Rogers vän Budda kommer på besök och pratar om torpeder och ryska ubåtar. En kund med en trasig vattenpump kommer in, och Syltas son kommer och lämnar den, och får höra på Buddas predikan om hur det är att bli stor. Opel-ägaren har fått lunginflammation av att cykla till jobbet och skickar sin fru.
- Avsnitt sex:

En musiklärare får reda på att hans bil inte går längre. Hela rivningen, vägbygget och Opel-fallet löser sig. Roy hittar en gitarr och han & Roger rockar loss i en raggarlåt.

## Rollfigurer
- Roy Persson (Anders Eriksson) - Roy pratar med hög och ibland otydlig röst, och bär alltid sin blårandiga keps och sin blåa overall som det står SCANIA på (med det gamla "fyrkantiga" typsnittet). Kepsen har texten AB Severinsson Trollhättan. Han är ganska okänslig ibland, enligt Roger har han "inte haft någon barndom, så han är lite rå". Bor tillsammans med Lisbet. Han gillar Bengt Grive och raggarmusik.
- Roger Persson (Jan Rippe) - Roger är lite slö, och står mest och gapar när någon pratar med honom. Han är inte så nöjd med sitt jobb som mekaniker, och ville egentligen bli artist. Sägs ha en flickvän vid namn Ylva. Han var medlem i Alfred E. Neumans fanklubb.
- Örjan (Peter Rangmar) - Ägaren av den vita Opeln. Jobbar som konkursförvaltare.
- Rolf (Claes Eriksson) - Den beiga kunden, blyg och rädd smyger han omkring på macken och misslyckas med att framföra sitt ärende. Han säger inget under seriens gång, men när han i slutet av sista avsnittet av misstag blir inlåst på toaletten, hör man en ilsken röst som skriker: "Satan! Satan! Satan!".
- Maj (Kerstin Granlund) - Den beiga kundens fru. Tålmodig och kärleksfull. Hon har skickat sin make Rolf till Macken i ett viktigt ärende, men då han på grund av sin tafatthet alltid misslyckas att ens göra sig synlig för Roy och Roger slutar det med att Maj får försöka leta reda på sin kära make.

### Övriga rollfigurer (urval)
- Turbo (Claes Eriksson) - Bilgalen kompis till Roy och Roger, som är missnöjd med sin sons musikintresse och bygger en dragster själv.
- Turbo Jr. (Knut Agnred) - Turbos son som istället för att meka med bilar hellre håller på med musik och drömmer om att få en synth i konfirmationspresent.
- Lisbet (Kerstin Granlund) - Roys fru. Det är oklart om de har ett så lyckligt äktenskap. Är trött på att behöva plocka upp efter Roy.
- Karl Milton (Per Fritzell) - Familjefar i blå sportklädsel och gul fiskehatt som älskar sin husvagn.
- Budda (Knut Agnred) - Roy och Rogers kompis, har legat i flottan (påstår han) och har en bok om torpeder hemma.
- Bagaren (Claes Eriksson) - Kund som vill att Roy ska byta avgasrör på hans bil i utbyte mot barkisar.
- Trumdåren (Knut Agnred) - Man med trumma som klagar på att det är dyrt att tanka och sjunger en protestsång mot samåkning.
- Ulrik (Per Fritzell) och Greger (Peter Rangmar) - Representanter från kommunen som omständligt berättar att macken ska rivas.
- Edvard (Per Fritzell) - Kund som bedrövad ringer till sin fru för att berätta att "Det är vattenpumpen, Gerd".
- Den generade kunden (Per Fritzell) - Blyg kund som vill köpa "gummi".
- Turisten (Peter Rangmar) - Kund som vill köpa positiv film så han "får dia".
- Tjuven (Claes Eriksson) - Man som försöker sälja en begagnad bilstereo till Roy.
- Jonny Holm (Per Fritzell) - Prylförsäljare.
- Ceasar Silverhäuzer (Knut Agnred) - Känd romanssångare.

### Omnämnda men osynliga rollfigurer
- Reino - Skrothandlare som Roy ringer till för att få tag på reservdelar.
- Sylta - Bekant till Roy och Roger. Hans son, "Syltas pojk" (spelad av Peter Rangmar), är prao hos Reino och kommer till macken för att överlämna en vattenpump.
- Brynolf Håkansson, bandytränar'n - Kollega till en av Mackens kunder. Sägs en gång ha lånat en batteriladdare som han inte lämnat tillbaka. Roy vill gärna ha tillbaka den.
- Egon - Skolkamrat till Roy. Kallas för "Gylfen" eftersom han "inte hade någon gylf, han hade sin syrras byxor jämt". En kund undrar om han kan få sin reparation billigare eftersom hans bror bor granne med Egon.
- Ylva - Rogers flickvän.

### Rollista i urval
- Anders Eriksson - Roy
- Jan Rippe - Roger
- Knut Agnred - Turbo Jr./Budda/Mannen med frottéfilten/Freestylesångare 1
- Claes Eriksson - Rolf/Jerker
- Per Fritzell - Milton/Lastbilsschauffören/Edvard/Freestylesångare 2
- Kerstin Granlund - Eivor/Lisbet/Maj
- Peter Rangmar - Örjan/Musiklyssnande kund
- Bengt Grive - Sig själv

## Musik
Avsnitt ett:
- Macken (framförd av Björn Skifs)

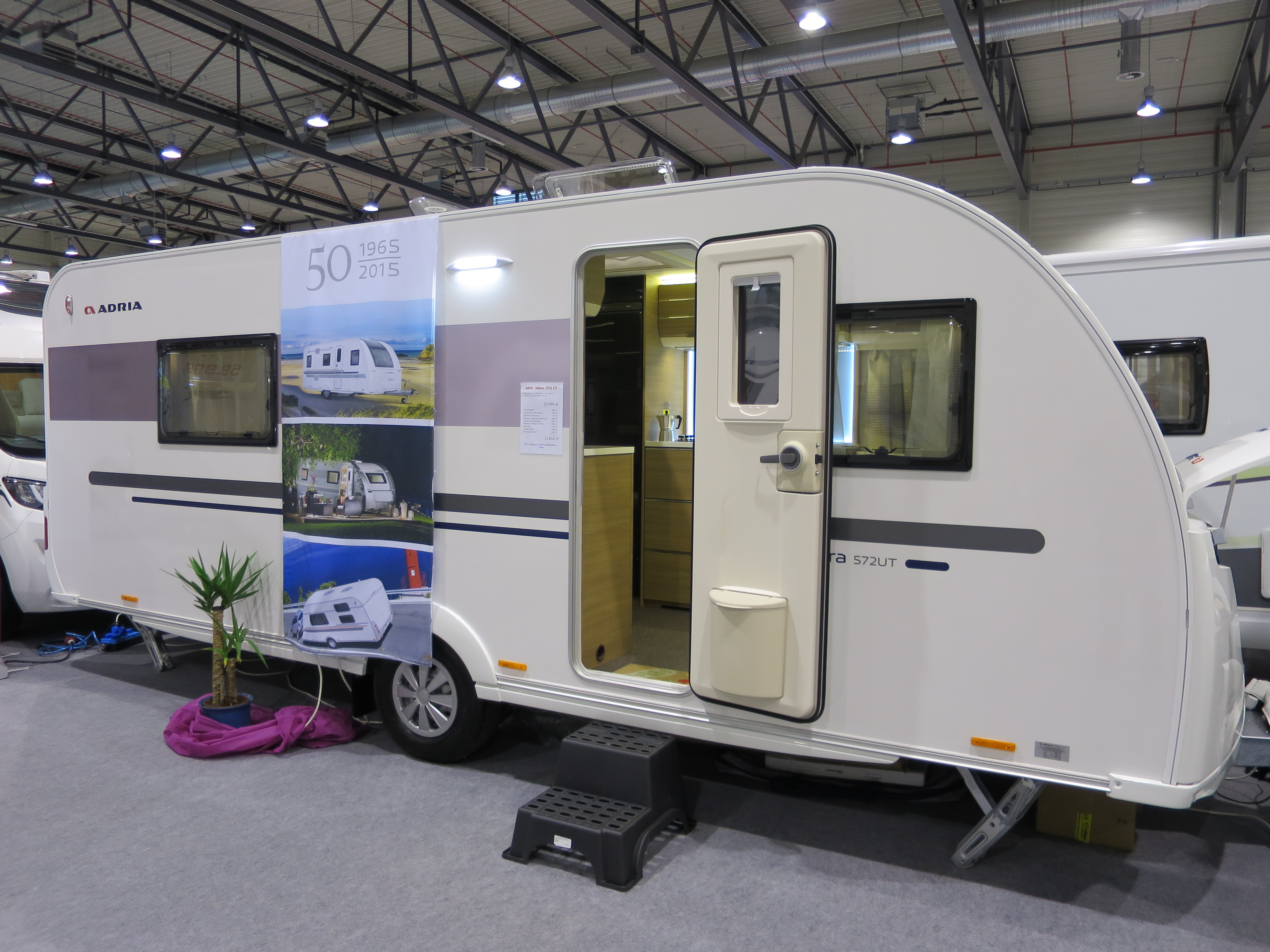
En av de mest kända sångerna handlar om att ha husvagn. I sången framgår det att det ska vara en stor modern husvagn med full utrustning

- Frottéfilten - den generade kunden: Knut Agnred
- Privat - freestylesångarna: Knut Agnred och Per Fritzell
- Min bilreparatör - refrängsångerskan: Kerstin Granlund

Avsnitt två:
- Macken (framförd av Susanne Alfvengren)
- Plocka upp efter dej - Roy: Anders Eriksson, Lisbeth: Kerstin Granlund
- Viola - Benny: Knut Agnred
- Konfirmationspresenten (även känd som Jag vill ha en synt) - Turbo jr.: Knut Agnred

Avsnitt tre:
- Macken (framförd av Bobbysocks)
- Egentligen - Roger: Jan Rippe, Voices from Heaven: Knut Agnred, Per Fritzell, Peter Rangmar
- (The) Truck-driving song - lastbilschauffören: Per Fritzell
- Jag vet inte vad dä ä - damen med synthen: Kerstin Granlund

Avsnitt fyra:
- Macken (framförd av Lasse Lönndahl)
- Husvagn - Milton: Per Fritzell, Eivor: Kerstin Granlund
- Romans nr. 3 eller 12 - Caesar Silverhäuzer: Knut Agnred
- I ditt bagage - bagagesångarna: Knut Agnred, Per Fritzell, Peter Rangmar

Avsnitt fem:
- Macken (framförd av Nils Landgren)
- Det är vattenpumpen, Gerd - Edvard: Per Fritzell
- Mitt liv tills idag - Budda: Knut Agnred
- Sevärdheter - turisterna: Peter Rangmar, Kerstin Granlund, Per Fritzell, Knut Agnred, Claes Eriksson

Avsnitt sex:
- Macken (framförd av Lill Lindfors)
- Har du gått din sista mil? - musikläraren: Knut Agnred
- Samåkningsaversionskanon - trumdåren: Knut Agnred, läkaren: Peter Rangmar, sjuksystern: Kerstin Granlund, vårdaren: Per Fritzell
- Raggarkungen - Roy: Anders Eriksson, Roger: Jan Rippe

## Produktion och mottagande
Macken sändes första gången i sex 30 minuter långa avsnitt på lördagkvällar i Sveriges Television 23 augusti till 27 september 1986. Den blev Galenskaparna och After Shaves definitiva genombrott. Serien blev enormt populär hos svenska folket. Det sista avsnittet sågs av 3,6 miljoner tittare. Flera av låtarna som ingick i TV-serien blev hits och hamnade på Svensktoppen som exempelvis ledmotivet "Macken", "Husvagn" och "Konfirmationspresenten".
Huvudpersonen "Roy" (Anders Eriksson) dök upp för första gången i en sketch i Galenskaparna och After Shaves revy Träsmak från 1983. När revyn skulle filmas för Sveriges Television föreslog TV-producenten Bo Rhenberg att man skulle göra en hel TV-serie om Macken.
Serien spelades in i en gammal lada vid SVT:s inspelningsstudior A1 i Stockholm. Claes Eriksson skrev bara sex avsnitt av Macken. SVT ville ha fler avsnitt, men Eriksson ville inte göra fler.
I varje avsnitt sjöngs ledmotivet av en folkkär artist, bland andra Lasse Lönndahl, Lill Lindfors, Susanne Alfvengren och Björn Skifs. (Även Monica Zetterlund var tillfrågad om att spela in en jazzversion, men hon tackade nej). Låtarna finns på LP-skivan Macken som sålde både guld och platina när den utkom. 
TV-serien har även givits ut på DVD och sen på Blu-ray.
Roys avslutande replik i varje avsnitt "Hej då macken, vi ses i morrn" är enligt Anders Eriksson inspirerad av hans och Claes Erikssons pappa som alltid sade "Hej då mina pojkar, vi ses i eftermiddag" när han gick hemifrån om morgnarna.
År 2019 utsågs Macken till den näst bästa humorserien genom tiderna i TV 4:s program Sveriges bästa.

## Uppföljare, senare historia

### Filmen
År 1990 gjorde Galenskaparna och After Shave filmen Macken – Roy's & Roger's Bilservice, som räknas som avsnitt sju. I filmen syns för första gången Macken utifrån. Exteriörscenerna är inspelade vid en nedlagd verkstad vid Bitterna kyrka i Vara kommun. Verkstadsbyggnaden totalförstördes 2014 i en brand. Bitterna ligger i Vedums församling, där den nedlagda järnvägsstationen i Vedum användes som scen till inspelningen av filmen Stinsen brinner. Under 2024 inleddes ett crowdfunding-projekt för att bygga upp verkstaden där filmen spelades in.

### 30-årsjubileum
År 2016 gjordes en scenversion av serien som spelades i 181 föreställningar på Lorensbergsteatern i Göteborg och på Cirkus i Stockholm.
2016 invigdes en lekplats med Macken-tema i Maria Alberts park i centrala Trollhättan.